# Абрамишвили, Гурам Георгиевич
Гурам (Гия) Георгиевич Абрамишвили (род. 1966 год) — российский художник грузинского происхождения.
Гурам Абрамишвили родился в 1966 году в Москве. В 1988 году окончил Московский государственный институт международных отношений (факультет журналистики). В 1986—1988 гг. входил в состав группы художников «Чемпионы мира». С 1994 года является членом Московского Союза художников. Отец актрисы Марии Абрамишвили.

## Персональные выставки
- 1989 «Г. Абрамишвили, С. Мироненко». Первая Галерея, Москва
- 1992 «Senzo tittolo». Galleria Sprovieri, Рим, Италия
- 1996 «Проект ветра» (совместно с А. Яхниным). Айдан Галерея, Москва

## Групповые выставки
- 1987 «Первая выставка Клуба Авангардистов (КЛАВА)». Пересветов пер., Москва
- 1987 «Кубизм». Клуб Авангардистов. Галерея Врубеля, Москва
- 1987 «Джордано Бруно». Галерея Врубеля, Москва
- 1987 «В Аду» (выставка-акция). Клуб Авангардистов, Москва
- 1988 «Баня» (выставка-акция). Клуб Авангардистов. Мужское отделение Сандуновских бань, Москва
- 1988 «Игра в ящик. Чемпионат мира.» Московский театр Олега Табакова, Москва
- 1988 «Рок-парад АССА». Дом культуры Московского электролампового завода (ДК МЭЛЗ), Москва
- 1988 «Лабиринт». Дворец молодёжи, Москва
- 1988 «Эйдос». Дворец молодёжи, Москва
- 1988 XVIII молодёжная выставка. Манеж, Москва
- 1989 «… до 33-х». Дворец молодёжи, Москва
- 1989 «Dialogue». «Avant-Garde» Russe et Art Contemporain Sovietique". Centre Boris Vian. Ville des Ulis, Париж, Франция
- 1989 «Les champions du monde». Gallerie Bernard Felli, Париж, Франция
- 1989 «Дорогое искусство». Дворец молодёжи, Москва
- 1989 «Недорогое искусство». Первая Галерея, Москва
- 1989 «Раушенберг — нам, мы — Раушенбергу». Первая Галерея, Москва
- 1989 «Furmanny zaulek». Dawne Zaklady Norblina, Варшава, Польша
- 1989 «Выставка неоконченных работ». Мастерская К.Звездочетова, Фурманный пер., Москва
- 1990 «ART Junction». Ницца, Франция
- 1990 «World Champions». Espace Transit, Страсбург, Франция
- 1990 XLIV Esposizione Internazionale D`Arte. La Biennale di Venezia. Padiglione Sovietico. Венеция, Италия
- 1990 «Sommer Atelier. Hannover 90». Ганновер, Германия
- 1990 «В сторону объекта». «Каширка», Москва
- 1990 «The Green Show». Exit Art, Нью-Йорк, США
- 1990 «The Quest for Self Expression: Painting in Moscow and Leningrad from 1960 to * 1990». Columbus Museum of Art, Колумбус, США
- 1991 «Облава». Галерея «ЧП», Чистопрудный бульвар, Москва
- 1991 «Maailmanmestarit/The World Champions». Pori Art Museum, Пори, Финляндия
- 1991 «In de USSR en Erbuiten». Stedelijk Museum, Амстердам, Нидерланды
- 1991 «Contemporary Artists from Moscow». Seibu Art Forum, Токио, Япония
- 1991 «Avistamenti». Galleria Sprovieri, Рим, Италия
- 1991 «Moscou-Leningrad-Tbilisi». Nouveau theatre d`Angers, Анжер, Франция
- 1992 «Roma — Mosca. Artisti giovani a confronto». Galleria Sprovieri, Рим, Италия
- 1992 «Arteroma». Palazzo di Congrelio, Рим, Италия
- 1992 «a Mosca… a Mosca…». Villa Campoleto, Ercolano; Galleria Comunale d`Arte Moderna, Болонья, Италия
- 1994 «Художник вместо произведения. Прыжок в пустоту». Центральный дом художника, Москва
- 1994 «Рисунки». Айдан Галерея, Москва
- 1995 «Kunst im verborgenen. Nonkonformisten Russland 1957—1995». Коллекция современного искусства Музея-заповедника «Царицыно». Wilhelm-Hack Museum, Людвигсхафен-на-Рейне; Documenta-Halle, Кассель; Staatliches Lindenau Museum, Альтенбург, Германия
- 1995 «Зимний сад». Выставочный центр «Феникс», Москва
- 1995 «New Russian Art: Paintings from the Christian Keesee Collection». City Art Center, Оклахома-Сити, США
- 1995 «in Moskau… in Moskau…». Badischer Kunstverein, Карлсруэ, Германия
- 1995 «Copyright-96» (совместно с А. Яхниным). Айдан Галерея, Москва
- 1996 «Маленькие секреты». Патриаршие пруды, Москва
- 1996 «Фотографии», в рамках Фотобиеннале. Айдан Галерея, Москва
- 1996 «В гостях у сказки» (куратор О. Саркисян). ЦСИ, Москва (каталог)
- 1996 Московский Форум Художественных Инициатив («Эстетические отношения искусства к действительности»). Малый Манеж, Москва
- 1996 Международная художественная ярмарка АРТ-МОСКВА, Айдан Галерея. ЦДХ, Москва
- 1997 Московский Форум Художественных Инициатив, Айдан Галерея («Я шагаю по Москве»). Малый Манеж, Москва[3][4]